# قنابيات الحركة
قنابيات الحركة (الاسم العلمي:Ambulacraria) هي أصنوفة عليا من اللافقاريات التي تشمل شوكيات الجلد والنصف حبليات. ويسمى العضو في هذه المجموعة على أنه قنابي الحركة. وقنابيات الحركة هي جزء من ثانويات الفم، وهي أصنوفة أكبر تشمل أيضا الحبليات والساكنات القديمة.

## التصنيف
وقنابيات الحركة لها كائنات تمثيلية باقية وحية هي:
- شوكيات الجلد (نجوم البحر وقنافذ البحر ونجوم البحر الهشة وخيار البحر ونجوم ريشة زنابق البحر وما إلى ذلك)
- النصف حبليات (الديدان البلوطية وجناحيات الغلاصم وربما الجرابتوليت)